# Sega Mega Drive Mini
Sega Mega Drive Mini, conocida en diversos territorios de América como Sega Genesis Mini, es una consola dedicada basada en la Mega Drive/Genesis de Sega. La consola en miniatura imita la estética de la consola original, e incluye 42 juegos cuya emulación fue llevada a cabo por M2. Se lanzó en Norteamérica y Japón en septiembre de 2019, y en Europa y Medio Oriente el mes siguiente. Una sucesora, Sega Mega Drive Mini 2, se lanzó a nivel mundial el 27 de octubre de 2022, e incluye juegos del sistema Sega CD/Mega CD.

## Hardware
El Mini tiene la mitad del tamaño del Sega Genesis original. Dentro de la unidad hay un SOC ZUIKI Z7213 basado en ARM y 512 MB de memoria flash. Incluye uno o dos (dependiendo de las opciones de paquete de la región) controladores de réplica de tamaño completo que se conectan a través de USB, por lo que los controladores originales son incompatibles, un cable de alimentación USB a Micro-B (adaptador de CA USB en América del Norte) y un Cable de vídeo HDMI. Hay lanzamientos separados para América del Norte, Europa, Asia y Japón, ya que Mini reproduce las variaciones de colores y calcomanías de la consola original en esas regiones. Corea es una pequeña excepción, ya que Sega no lanzó Mega Drive allí, sino Samsung como "Super Gam * Boy" y más tarde como "Super Aladdin Boy"; ninguno de estos nombres o marcas aparece en la versión coreana de Mega Drive Mini.
Los Minis norteamericanos y europeos (exceptuando los minis 2) incluyen controladores de tres botones, mientras que los controladores japoneses y de los minis 2 tienen seis botones. Los controladores de seis botones con licencia oficial fabricados específicamente para el Mini también se venden por separado en América del Norte y Europa. Los accesorios del modelo oficial de un Mega-CD en miniatura (y su variante 2, en caso de Mega Drive Mini 2), un Super 32X en miniatura, un cartucho Genesis con bloqueo de Sonic & Knuckles en miniatura (o el disco de Sonic CD, en caso de Mega Drive Mini 2) y un cartucho Mega Drive estándar de Sonic the Hedgehog en miniatura (o el de Virtua Racing, en caso de Mega Drive Mini 2) también se venden por separado en Japón. También se fabricaron réplicas en miniatura de Sega CD (y su variante 2, en caso de Mega Drive Mini 2) y Sega 32X (o el disco de Sonic CD, en caso de Mega Drive Mini 2), pero solo se distribuyeron a miembros selectos de los medios. Todos los accesorios de Mega Drive Mini (con excepción de Sega CD versión 1) son compatibles con los minis 2 y vice-versa.

## Juegos

### Mega Drive Mini
El Mini incluye 42 juegos, aunque la selección exacta varía según la región. Cada Mini tiene un conjunto de juegos exclusivos para la región en la que se lanzó. Cambiar el menú de idioma permite que se jueguen múltiples variaciones regionales del juego cuando estén disponibles. Por ejemplo, Contra: Hard Corps se puede jugar con la configuración en inglés o japonés, pero con otros idiomas, Contra se sustituye por su contraparte europea Probotector; cambiar el idioma de inglés a japonés gira
Dr. Robotnik's Mean Bean Machine dentro de Puyo Puyo y viceversa. 2 juegos de bonificación, Darius y Tetris, son nuevas conversiones (puertos). Nunca se lanzaron para la consola original y se han portado recientemente de sus lanzamientos de arcade exclusivamente para esta compilación. Todos los juegos tienen una función de guardado para pausar y reanudar el progreso y se pueden jugar en la relación de aspecto original de 4:3 o ampliada a pantalla panorámica de 16:9 con elementos HUD modificados para que quepan en la pantalla.
| Título                                      | Propietario                  | NA/PAL | JP | AS/KR |
| ------------------------------------------- | ---------------------------- | ------ | -- | ----- |
| Alex Kidd in the Enchanted Castle           | Sega                         | Sí     | No | No    |
| Alien Soldier                               | Sega                         | No     | No | Sí    |
| Alisia Dragoon                              | Game Arts                    | Sí     | Sí | Sí    |
| Altered Beast                               | Sega                         | Sí     | No | No    |
| Assault Suit Leynos                         | Sega                         | No     | Sí | Sí    |
| Beyond Oasis                                | Sega                         | Sí     | Sí | Sí    |
| Castle of Illusion Starring Mickey Mouse    | Disney                       | Sí     | No | Sí    |
| Castlevania: Bloodlines                     | Konami Digital Entertainment | Sí     | Sí | Sí    |
| Columns                                     | Sega                         | Sí     | Sí | Sí    |
| Comix Zone                                  | Sega                         | Sí     | Sí | Sí    |
| Contra: Hard Corps                          | Konami Digital Entertainment | Sí     | Sí | Sí    |
| Darius                                      | Taito                        | Sí     | Sí | Sí    |
| Dr. Robotnik's Mean Bean Machine            | Sega                         | Sí     | No | Sí    |
| Dyna Brothers 2                             | Sega                         | No     | Sí | No    |
| Dynamite Headdy                             | Sega                         | Sí     | Sí | No    |
| Earthworm Jim                               | Interplay Entertainment      | Sí     | No | No    |
| Ecco the Dolphin                            | Sega                         | Sí     | No | No    |
| Eternal Champions                           | Sega                         | Sí     | No | No    |
| Game no Kanzume Otokuyou                    | Sega                         | No     | Sí | Sí    |
| Ghouls 'n Ghosts                            | Capcom                       | Sí     | Sí | Sí    |
| Golden Axe                                  | Sega                         | Sí     | Sí | Sí    |
| Gunstar Heroes                              | Sega                         | Sí     | Sí | Sí    |
| Kid Chameleon                               | Sega                         | Sí     | No | No    |
| Landstalker                                 | Sega                         | Sí     | Sí | Sí    |
| Langrisser II                               | Extreme                      | No     | Sí | Sí    |
| Light Crusader                              | Sega                         | Sí     | No | No    |
| Lord Monarch                                | Nihon Falcom                 | No     | Sí | No    |
| Madō Monogatari I                           | Sega                         | No     | Sí | No    |
| Mega Man: The Wily Wars                     | Capcom                       | Sí     | Sí | Sí    |
| Monster World IV                            | Sega                         | Sí     | Sí | Sí    |
| MUSHA                                       | Sega/M2                      | No     | Sí | Sí    |
| OutRun 2019                                 | Sega                         | No     | No | Sí    |
| Party Quiz Mega Q                           | Sega                         | No     | Sí | No    |
| Phantasy Star IV                            | Sega                         | Sí     | Sí | Sí    |
| Powerball                                   | Bandai Namco                 | No     | Sí | Sí    |
| Puyo Puyo 2                                 | Sega                         | No     | Sí | Sí    |
| Puzzle & Action: Tant-R                     | Sega                         | No     | Sí | Sí    |
| Rent a Hero                                 | Sega                         | No     | Sí | No    |
| Road Rash II                                | Electronic Arts              | Sí     | Sí | Sí    |
| Shining Force                               | Sega                         | Sí     | Sí | Sí    |
| Shining Force II                            | Sega                         | No     | No | Sí    |
| Shinobi III: Return of the Ninja Master     | Sega                         | Sí     | No | No    |
| Slap Fight MD                               | Tatsujin                     | No     | Sí | Sí    |
| Snow Bros                                   | Tatsujin                     | No     | Sí | Sí    |
| Sonic Spinball                              | Sega                         | Sí     | No | No    |
| Sonic the Hedgehog                          | Sega                         | Sí     | No | Sí    |
| Sonic the Hedgehog 2                        | Sega                         | Sí     | Sí | Sí    |
| Space Harrier II                            | Sega                         | Sí     | Sí | Sí    |
| Street Fighter II: Special Champion Edition | Capcom                       | Sí     | Sí | No    |
| Streets of Rage 2                           | Sega                         | Sí     | Sí | Sí    |
| Strider                                     | Capcom                       | Sí     | No | Sí    |
| Super Fantasy Zone                          | Sega                         | Sí     | Sí | Sí    |
| Sword of Vermilion                          | Sega                         | No     | No | Sí    |
| Tetris                                      | The Tetris Company           | Sí     | Sí | Sí    |
| The Hybrid Front                            | Sega                         | No     | Sí | No    |
| The Revenge of Shinobi                      | Sega                         | No     | Sí | Sí    |
| Thunder Force III                           | Sega                         | Sí     | Sí | Sí    |
| ToeJam & Earl                               | ToeJam & Earl Productions    | Sí     | No | No    |
| Vectorman                                   | Sega                         | Sí     | No | No    |
| Virtua Fighter 2                            | Sega                         | Sí     | No | No    |
| Wonder Boy in Monster World                 | Sega                         | Sí     | No | Sí    |
| World of Illusion                           | Disney                       | Sí     | Sí | Sí    |
| Yu Yu Hakusho Makyō Tōitsusen               | Sega                         | No     | Sí | No    |

### Mega Drive Mini 2

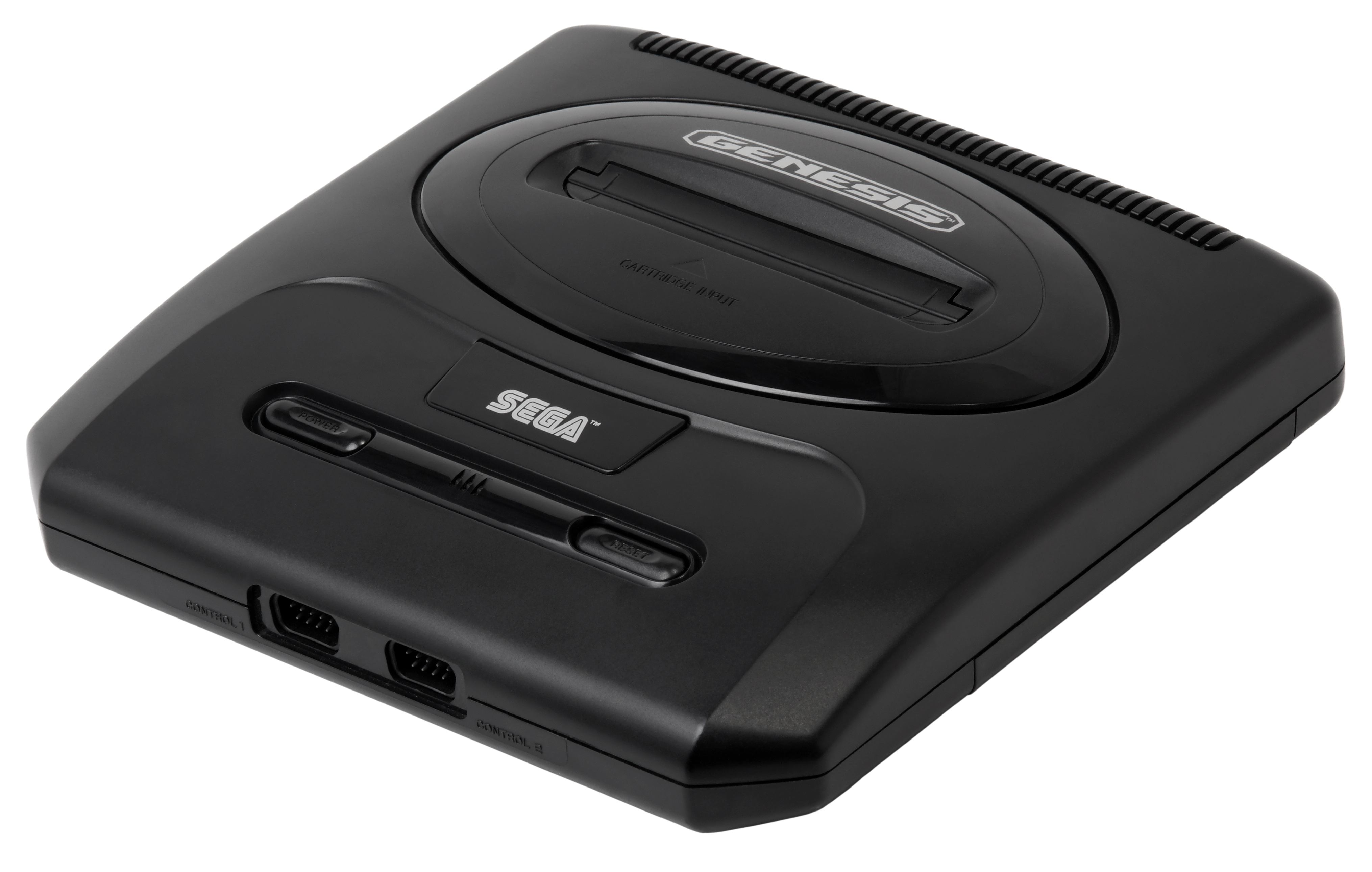
La versión mini 2 se basó en este modelo.

A diferencia de la primera versión, la Mega Drive Mini 2 ha aumentado su catálogo de juegos a 53, aunque la selección exacta varía según la región. Cada Mini tiene un conjunto de juegos exclusivos para la región en la que se lanzó. Esta vez, se incluyen dentro del catálogo juegos que provienen de Sega CD. Adicionalmente a los 53, 7 juegos de bonificación no fueron lanzados en la consola original y ya son lanzados en esta consola, aunque algunos provienen de una conversión arcade.
| Juegos                                               | Propietario                    | Plataforma        | NA/PAL | JP |
| ---------------------------------------------------- | ------------------------------ | ----------------- | ------ | -- |
| Aa Harimanada                                        | Sega                           | Genesis           | No     | Sí |
| After Burner II                                      | Sega                           | Genesis           | Sí     | Sí |
| Alien Soldier                                        | Sega                           | Genesis           | Sí     | Sí |
| Atomic Runner Chelnov                                | Paon DP                        | Genesis           | Sí     | Sí |
| Bonanza Bros.                                        | Sega                           | Genesis           | Sí     | Sí |
| Captain Tsubasa                                      | Koei Tecmo                     | Sega CD           | No     | Sí |
| ClayFighter                                          | Interplay Entertainment        | Genesis           | Sí     | No |
| Columns III: Revenge of Columns                      | Sega                           | Genesis           | No     | Sí |
| Desert Strike                                        | Electronic Arts                | Genesis           | Sí     | No |
| Devi & Pii                                           | Sega                           | Genesis           | Sí     | Sí |
| Earthworm Jim 2                                      | Interplay Entertainment        | Genesis           | Sí     | No |
| Ecco the Dolphin                                     | Sega                           | Sega CD           | Sí     | Sí |
| Ecco: The Tides of Time                              | Sega                           | Sega CD           | Sí     | Sí |
| Elemental Master                                     | Sega                           | Genesis           | Sí     | No |
| Fantasy Zone (Nuevo)                                 | Sega                           | Genesis           | Sí     | Sí |
| Fatal Fury 2                                         | SNK                            | Genesis           | Sí     | Sí |
| Final Fight CD                                       | Capcom                         | Sega CD           | Sí     | Sí |
| Gain Ground                                          | Sega                           | Genesis           | Sí     | Sí |
| Gambler Jiko Chuushinha                              | Game Arts                      | Genesis           | No     | Sí |
| Golden Axe II                                        | Sega                           | Genesis           | Sí     | No |
| Granada                                              | Edia                           | Genesis           | Sí     | Sí |
| Hellfire                                             | Tatsujin                       | Genesis           | Sí     | No |
| Herzog Zwei                                          | Sega                           | Genesis           | Sí     | No |
| Honō no Tōkyūji: Dodge Danpei                        | Sega                           | Genesis           | No     | Sí |
| Lunar: Eternal Blue                                  | Game Arts                      | Sega CD           | No     | Sí |
| Lunar: The Silver Star                               | Game Arts                      | Sega CD           | No     | Sí |
| Magical Tarurūto-kun                                 | Sega                           | Genesis           | No     | Sí |
| Mahou no Shoujo Silky Lip                            | Edia                           | Sega CD           | No     | Sí |
| Mansion of Hidden Souls                              | Sega                           | Sega CD           | Sí     | Sí |
| Megapanel                                            | Bandai Namco                   | Genesis           | No     | Sí |
| Midnight Resistance                                  | G-Mode                         | Genesis           | Sí     | Sí |
| Nadia: The Secret of Blue Water                      | Bandai Namco                   | Genesis           | No     | Sí |
| Night Striker                                        | Taito                          | Sega CD           | Sí     | Sí |
| Night Trap                                           | Hasbro                         | Sega CD           | Sí     | Sí |
| The Ninja Warriors                                   | Taito                          | Sega CD           | Sí     | Sí |
| The Ooze                                             | Sega                           | Genesis           | Sí     | No |
| Out Run                                              | Sega                           | Genesis           | Sí     | Sí |
| OutRunners                                           | Sega                           | Genesis           | Sí     | No |
| Party Quiz Mega Q 2022                               | Sega                           | Genesis           | No     | Sí |
| Party Quiz Sega Q                                    | Sega                           | Genesis           | No     | Sí |
| Phantasy Star II                                     | Sega                           | Genesis           | Sí     | Sí |
| Popful Mail                                          | Nihon Falcom                   | Sega CD           | No     | Sí |
| Populous                                             | Electronic Arts                | Genesis           | Sí     | Sí |
| Puzzle & Action: Ichidant-R                          | Sega                           | Genesis           | No     | Sí |
| Rainbow Islands Extra                                | Taito                          | Genesis           | Sí     | No |
| Ranger X                                             | Sega                           | Genesis           | Sí     | Sí |
| The Revenge of Shinobi                               | Sega                           | Genesis           | Sí     | No |
| Ristar                                               | Sega                           | Genesis           | Sí     | No |
| Robo Aleste                                          | Sega/M2                        | Sega CD           | Sí     | Sí |
| Rolling Thunder 2                                    | Bandai Namco                   | Genesis           | Sí     | No |
| Romance of the Three Kingdoms III: Dragon of Destiny | Koei Tecmo                     | Genesis / Sega CD | No     | Sí |
| Sewer Shark                                          | Hasbro                         | Sega CD           | Sí     | No |
| Shadow Dancer: The Secret of Shinobi                 | Sega                           | Genesis           | Sí     | No |
| Shin Megami Tensei                                   | Atlus                          | Sega CD           | No     | Sí |
| Shining Force CD                                     | Sega                           | Sega CD           | Sí     | Sí |
| Shining Force II                                     | Sega                           | Genesis           | Sí     | No |
| Shining in the Darkness                              | Sega                           | Genesis           | Sí     | Sí |
| Silpheed                                             | Game Arts                      | Sega CD           | Sí     | Sí |
| Soleil                                               | Sega                           | Genesis           | Sí     | Sí |
| Sonic 3D Blast                                       | Sega                           | Genesis           | Sí     | No |
| Sonic CD                                             | Sega                           | Sega CD           | Sí     | Sí |
| Sorcerian                                            | Nihon Falcom                   | Genesis           | No     | Sí |
| Space Harrier II                                     | Sega                           | Genesis           | Sí     | Sí |
| Spatter (Nuevo)                                      | Sega                           | Genesis           | Sí     | Sí |
| Splatterhouse 2                                      | Bandai Namco                   | Genesis           | Sí     | Sí |
| Star Cruiser                                         | Extreme                        | Genesis           | No     | Sí |
| Star Mobile                                          | Mindware                       | Genesis           | Sí     | Sí |
| Starblade                                            | Bandai Namco                   | Sega CD           | No     | Sí |
| Streets of Rage 3                                    | Sega                           | Genesis           | Sí     | No |
| Super Hang-On                                        | Sega                           | Genesis           | Sí     | No |
| Super Locomotive (Nuevo)                             | Sega                           | Genesis           | Sí     | Sí |
| Super Street Fighter II: The New Challengers         | Capcom                         | Genesis           | Sí     | Sí |
| Tenka Fubu: Eiyūtachi no Hōkō                        | Game Arts                      | Sega CD           | No     | Sí |
| Thunder Force IV                                     | Sega                           | Genesis           | Sí     | Sí |
| ToeJam & Earl in Panic on Funkotron                  | Sega/ToeJam & Earl Productions | Genesis           | Sí     | No |
| Tōgi Ō: King Colossus                                | Sega                           | Genesis           | No     | Sí |
| Truxton                                              | Tatsujin                       | Genesis           | Sí     | Sí |
| Vectorman 2                                          | Sega                           | Genesis           | Sí     | No |
| Viewpoint                                            | Sega                           | Genesis           | Sí     | Sí |
| Virtua Racing                                        | Sega                           | Genesis           | Sí     | Sí |
| VS Puyo Puyo SUN                                     | Sega                           | Genesis           | Sí     | Sí |
| Warsong                                              | Extreme                        | Genesis           | Sí     | No |
| Wondermega Collection                                | Sega/JVCKenwood Victor         | Sega CD           | No     | Sí |

Comentarios
1. 1 2  Anteriormente salió en la Mega Drive mini asiática y coreana.
2. ↑  Originalmente fue desarrollado en 1992 y que no fue publicado.
3. ↑  Anteriormente salió en la Genesis mini y Mega Drive Mini europea, pero en cartucho en vez del CD.
4. 1 2  Nunca antes lanzado fuera de Japón por Taito.
5. ↑  Originalmente dividido en 2 CD.
6. 1 2  Dividida en 2 versiones: la versión 2022 tiene un set de preguntas actualizado con respecto al original, y la versión Sega Q solo contiene preguntas de Sega o de sus juegos.
7. ↑  Si bien los jugadores eligen las versiones japonesas o americanas de Sonic CD, se mantiene el idioma de la interfaz, lo único que cambia era el audio del juego.
8. ↑  Incluye Space Harrier y una versión mejorada de Space Harrier II que son seleccionables.
9. ↑  Un port de Mega Drive de Star Mobile que salió en Sharp X68000 en 1991, que fue desarrollado en 1992 y que no fue publicado.
10. ↑  Originalmente no fue lanzado en Japón.
11. ↑  Conversión de Puyo Puyo Sun que solo se enfoca en batallas.

## Producción y Lanzamiento
Sega Genesis Mini se anunció por primera vez en la feria Sega Fes en abril de 2018. El anuncio fue parte de una tendencia de lanzar versiones más pequeñas de las consolas de videojuegos retro de los años 80 y 90. Se retrasó en septiembre, perdiendo la ventana del 30 aniversario de la consola, cuando Sega abandonó su asociación con AtGames, cuyo Sega Genesis Flashback de 2017 fue criticado por la calidad de su producción. En lugar de usar el software Flashback de AtGames en un Mini exclusivo para Japón, Sega manejó toda la producción del sistema. El sistema se lanzó el 19 de septiembre de 2019, excepto en Europa y Medio Oriente, donde se lanzó el 4 de octubre de 2019.
M2, que previamente colaboró con Sega en las series Sega Ages y Sega 3D Classics Collection, produjo los puertos de Mini. Sega enfatizó la calidad de la producción propia en su comercialización del Mini, ya que la compañía regresa al negocio del hardware después de producir por última vez el Sega Dreamcast en 2001. La música del menú fue escrita por Yuzo Koshiro, quien también fue el compositor de The Revenge of Shinobi, Streets of Rage 2 y Beyond Oasis.